# Deborah Voigt
Pour les articles homonymes, voir Voigt.
Deborah Voigt (née le 4 août 1960) est une soprano dramatique américaine. Elle est connue pour sa voix dense et son interprétation des rôles les plus lourds du répertoire, comme Isolde, Sieglinde, Elsa, Senta de Richard Wagner ou Ariane, Chrysothemis, l'Impératrice, Salomé, la Maréchale de Richard Strauss. Elle a obtenu en 1990 le premier prix de chant du Concours international Tchaïkovski.

## Distinctions
- Chevalière de l'ordre des Arts et des Lettres (décoration française)